# 雅各布斯多夫 (梅克伦堡-前波美拉尼亚州)
雅各布斯多夫是德国梅克伦堡-前波美拉尼亚州的一个市镇。总面积17.67平方公里，总人口513人，其中男性272人，女性241人（2011年12月31日），人口密度29人/平方公里。